# Costa de Davis

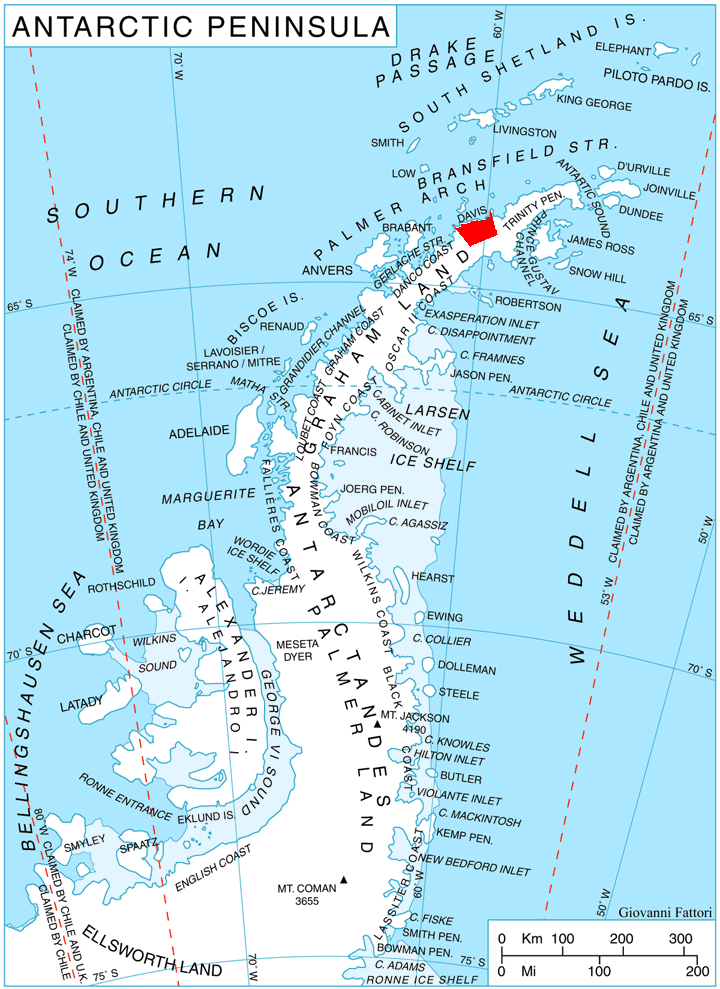
Localização da Costa de Davis.

A Costa de Davis (64° 00′ S, 60° 00′ O), também chamada de Costa de Palmer ou Costa do Presidente González Videla é aquela porção da costa oeste da Península Antártica entre o Cabo Kjellman e o Cabo Sterneck.
Foi batizada pelo Comitê Consultivo de Nomes Antárticos (US-ACAN) com o nome do capitão John Davis, o caçador de focas americano que reivindicou ter feito o primeiro desembarque registrado no continente da Antártica na Baía de Hughes nesta costa, no navio Cecilia, em 7 de fevereiro de 1821.